# 愛媛県立西条農業高等学校
愛媛県立西条農業高等学校（えひめけんりつさいじょうのうぎょうこうとうがっこう）は愛媛県西条市にある農業高等学校である。
11月には西条市産業祭というイベントの開催地でもある。

## 学科
- 食農科学科
- 環境工学科
- 生活デザイン科

## 沿革
- 1919年 - 愛媛県立西条農業学校開校。
- 1948年 - 学制改革で愛媛県立西条農業高等学校になる。
- 1949年 - 学校再編により愛媛県立西条南高等学校（普通科・農業科）になる。
- 1955年 - 愛媛県立西条農業高等学校になる（普通科は西条北高校と統合して西条高校普通科となる）。
- 2018年 - 開校100周年記念
- 2019年 - 開校100周年記念式典

## 出身者
- 大亀孝裕 - ダイキ創業者。
- 桑原富雄 - 元愛媛県西条市長